# Ентоні Гопкінс
Сер Фі́ліп Е́нтоні Го́пкінс (англ. Philip Anthony Hopkins; нар. 31 грудня 1937, Порт-Толбот, Уельс, Велика Британія) — валлійський актор і режисер. Має британське й американське громадянство.

## Біографія
1963 — закінчив Королівську академію драматичного мистецтва і почав роботу у театрі.
1967—1970 — був членом трупи Британського національного театру, потім переїхав до США і почав зніматися у кіно та на телебаченні.
1992 — отримав нагороду «Оскар» за роль маніяка-канібала в «Мовчанні ягнят».
Режисерська робота Гопкінса — кінострічка «Серпень» (1996), за мотивами твору Антона Чехова «Дядя Ваня».
1987 — отримав від королеви Єлизавети II титул командора ордену Британської імперії, у 1993 — лицаря-бакалавра. Так був оцінений його доробок у кіномистецтві та участь у популяризації Британії у світі.
12 квітня 2000 — зберігаючи британське громадянство, Гопкінс став громадянином США.
26 квітня 2021 року — отримав нагороду «Оскар» у номінації «Найкращий актор» за роль у фільмі «Батько».

## Особисте життя
Ентоні Гопкінс був тричі одружений.
Перший шлюб з акторкою Петронеллою Баркер тривав всього 6 років (1966—1972). Від шлюбу з'явилася донька Ебіґейл Гопкінс (народилася 20 січня 1968). Актор не спілкується ні з дружиною, ні зі своєю донькою. В одному зі своїх інтерв'ю він розповів, що навіть не знає, чи має онуків..
З народженням доньки шлюб почав розпадатись, а Ентоні Гопкінс — зловживати алкоголем.
Другий шлюб Ентоні Гопкінса був з Дженніфер Лінтон і тривав 29 років (1973—2002). Вперше Дженніфер Лінтон познайомилася з Ентоні Гопкінсом у 1971 році. У той час вона працювала асистенткою режисера у студії Pinewood. Лінтон познайомилася з Гопкінсом, коли поїхала забирати його з аеропорту, позаяк він був надто п'яний і пропустив свій рейс. Роман виник, коли актор ще був одружений, і заради неї він залишив першу дружину і доньку.. Розлучились Ентоні Гопкінс і Дженніфер Лінтон через те, що актор переїхав до США і отримав американське громадянство, а Дженніфер захотіла залишитися в Англії. Пізніше в інтерв'ю Гопкінс зізнався, що він жив окремо від дружини кілька років перед офіційним розлученням.
Третій шлюб Ентоні Гопкінса зі Стеллою Аррояве триває з 2003 року і досі.
За підтримки другої дружини актор боровся з алкоголізмом. З 1975 року Ентоні Гопкінс перестав уживати алкоголь. Його наштовхнула на це одна з подій — коли 29 грудня він, сильно напившись, опинився в Аризоні, абсолютно не пам'ятаючи і не знаючи, як і чому він туди приїхав..
У 2017 році актор зізнався, що в нього Синдром Аспергера.

## Акторський стиль та відомі ролі
Станом на листопад 2023 року, актор зіграв ролі в 145 фільмах та телесеріалах. Гопкінс відомий тим, що грає асоціальних персонажів, злочинців, диктаторів, а також відомих постатей. Наприклад, серійного вбивцю-канібала Ганнібала Лектера в фільмі «Мовчання ягнят». У цьому фільмі він з'являється на екрані лише протягом 16 хвилин і за ці хвилини актор отримав премію Оскар у номінації «Найкраща чоловіча роль».
Він також грав низку історичних постатей. Зокрема: колишніх президентів США Джона Квінсі Адамса та Річарда Ніксона, диктатора Адольфа Гітлера, кінорежисера Альфреда Гічкока, Папу Римського Бенедикта XVI, письменника Клайва Стейплза Льюїса, політика Девіда Ллойда Джорджа.

## Музична діяльність
Сер Ентоні Гопкінс також має досвід у композиторській діяльності. Він займався музичною діяльністю і у 1964 році написав власний вальс, про який нікому не розповідав. Згодом, побачивши по телебаченню виступ відомого музиканта Андре Ріє та його оркестру, Ентоні сказав: «Я хочу, щоб цей хлопець зіграв мій вальс». Сер Гопкінс зателефонував до Андре і розповів історію про власний вальс 50-річної давності, який так і не був представлений світу. Андре погодився разом із оркестром відтворити вальс, який написав сер Ентоні. Перший перфоманс вальсу був у Відні.
Вальс сера Гопкінса має назву "And the Walts goes on", що в перекладі на українську мову значить «І вальс продовжується». Існує версія, що саме третя дружина сера Гопкінса Стелла Аррояве була ініціатором того, щоб цей вальс був почутий світом.

## Благодійність
Актор підтримує і бере участь в багатьох благодійних проєктах, зокрема екологічного напряму і проєкти з боротьби із нарко- та алкозалежністю. Наприклад, у 1992 році він став основним меценатом британської благодійної організації Forward Trust та фінансово посприяв відкриттю першого підрозділу інтенсивної реабілітації від наркотиків та алкоголю.
У 1998 він пожертвував 1 млн фунтів на збереження національного парку Snowdonia National Park в Уельсі..
Гопкінс також є відомим членом групи з охорони навколишнього середовища Грінпіс. У 2007 році він брав участь у телевізійній рекламній кампанії проти полювання на китів у Японії.

## Фільмографія
| Рік       |    | Українська назва                   | Оригінальна назва                    | Роль                                |
| --------- | -- | ---------------------------------- | ------------------------------------ | ----------------------------------- |
| 2025      | ф  | Під замком                         | Locked                               | Вільям                              |
| 2024      | ф  | Мері                               | Mary                                 | цар Ірод                            |
| 2024      | ф  | Бунтівний місяць. Частина 2        | Rebel Moon – Part Two: The Scargiver | Джей-Сі-1435, «Джиммі» (голос)      |
| 2023      | ф  | Бунтівний місяць. Частина 1        | Rebel Moon                           | Джей-Сі-1435, «Джиммі» (голос)      |
| 2023      | ф  | Останній сеанс Фрейда              | Freud's Last Session                 | Зигмунд Фрейд                       |
| 2023      | ф  | Одне життя                         | One Life                             | Ніколас Вінтон                      |
| 2022      | ф  | Син                                | The Son                              | Ентоні                              |
| 2022      | ф  | Час Армагеддону                    | Armageddon Time                      | Аарон Графф                         |
| 2021      | ф  | Віртуоз                            | The Virtuoso                         | наставник                           |
| 2020      | ф  | Батько                             | The Father                           | Ентоні                              |
| 2019      | ф  |                                    | Now Is Everything                    | Томас                               |
| 2019      | ф  | Два Папи                           | The Two Popes                        | Папа Бенедикт XVI                   |
| 2017      | ф  | Тор: Раґнарок                      | Thor: Ragnarok                       | Одін                                |
| 2017      | ф  | Трансформери: Останній лицар       | Transformers: The Last Knight        | сер Едмунд Бертон                   |
| 2016—2018 | с  | Край «Дикий Захід»                 | Westworld                            | Роберт Форд                         |
| 2016      | ф  |                                    | Collide                              | Хаген Каль                          |
| 2016      | ф  |                                    | Misconduct                           | Артур Деннінг                       |
| 2015      | ф  |                                    | Blackway                             | Лестер                              |
| 2015      | ф  | Втіха                              | Solace                               | Джон Кленсі                         |
| 2015      | ф  | Викрадення пана Гайнекена          | Kidnapping Mr. Heineken              | Фреді Гайнекен                      |
| 2015      | ф  | Костюмер                           | The Dresser                          | «Сер» / Король Лір                  |
| 2014      | ф  | Ной                                | Noah                                 | Метушалах                           |
| 2013      | ф  | Тор 2: Царство темряви             | Thor: The Dark World                 | Одін                                |
| 2013      | ф  | Ред 2                              | Red 2                                | Едвард Бейлі                        |
| 2012      | ф  | Гічкок                             | Hitchcock                            | Альфред Гічкок                      |
| 2011      | ф  | Калейдоскоп любові                 | 360                                  | Джон                                |
| 2011      | ф  | Тор                                | Thor                                 | Одін                                |
| 2011      | ф  | Обряд                              | The Rite                             | Отець Лукас Тревент                 |
| 2010      | ф  | Голі кулаки                        | Bare Knuckles                        | Ксав'єр Йонас                       |
| 2010      | ф  | Ти зустрінеш таємничого незнайомця | You Will Meet a Tall Dark Stranger   | Елфі Шепрідж                        |
| 2010      | ф  | Людина-вовк                        | The Wolfman                          | Сер Джон Телбот                     |
| 2009      | ф  | Місто кінцевого пункту призначення | The City of Your Final Destination   | Адам                                |
| 2007      | ф  | Беовульф                           | Beowulf                              | Король Гротґар                      |
| 2007      | ф  | Вихор                              | Slipstream                           | Фелікс Бонгефер                     |
| 2007      | ф  | Перелом                            | Fracture                             | Тед Кровфорд                        |
| 2006      | ф  | Все королівське військо            | All the King's Men                   | Суддя Ірвін                         |
| 2006      | ф  | Боббі                              | Bobby                                | Джон Кейсі                          |
| 2005      | ф  | Найпрудкіший Індіан                | The World's Fastest Indian           | Берт Монро                          |
| 2005      | ф  | Доказ                              | Proof                                | Роберт                              |
| 2004      | ф  | Александр                          | Alexander                            | Птолемей I Сотер                    |
| 2003      | ф  | Диявол і Деніел Вебстер            | The Devil and Daniel Webster         | Деніел Вебстер                      |
| 2003      | ф  | Заплямована репутація              | The Human Stain                      | Колман Силк                         |
| 2003      | с  | Свобода: Історія про нас           | Freedom: A History of Us             | декілька ролей                      |
| 2002      | ф  | Червоний Дракон                    | Red Dragon                           | Ганнібал Лектер                     |
| 2002      | ф  | Погана компанія                    | Bad Company                          | Офіцер Овкс                         |
| 2001      | ф  | Серця в Атлантиді                  | Hearts in Atlantis                   | Тед Бротіган                        |
| 2001      | ф  | Ганнібал                           | Hannibal                             | Ганнібал Лектер                     |
| 2000      | ф  | Як Грінч украв Різдво              | How the Grinch Stole Christmas       | оповідач                            |
| 2000      | ф  | Місія нездійсненна 2               | Mission: Impossible II               | Суонбек                             |
| 1999      | ф  | Тіт — правитель Риму               | Titus                                | Тіт Андронік                        |
| 1999      | ф  | Інстинкт                           | Instinct                             | Ітан Пауелл                         |
| 1998      | ф  | Знайомтеся — Джо Блек              | Meet Joe Black                       | Вільям Періш                        |
| 1998      | ф  | Маска Зорро                        | The Mask of Zorro                    | Дон Дієго де ла Вега / Зорро        |
| 1997      | ф  | Амістад                            | Amistad                              | Джон Квінсі Адамс                   |
| 1997      | ф  | На межі                            | The Edge                             | Чарльз Морс                         |
| 1996      | ф  | Прожити життя з Пікассо            | Surviving Picasso                    | Пабло Пікассо                       |
| 1996      | ф  | Серпень                            | August                               | Ieuan Davies                        |
| 1995      | ф  | Ніксон                             | Nixon                                | Річард Ніксон                       |
| 1994      | ф  | Легенди осені                      | Legends of the Fall                  | полковник Вільям Ладлов             |
| 1994      | ф  | Дорога на Веллвіл                  | The Road to Wellville                | доктор Джон Гарві Келлог            |
| 1993      | ф  | Країна тіней                       | Shadowlands                          | Джек Льюїс                          |
| 1993      | ф  | Наприкінці дня                     | The Remains of the Day               | Джеймс Стівенс                      |
| 1993      | ф  | Невинний                           | The Innocent                         | Гласс                               |
| 1993      | ф  | Процес                             | The Trial                            | Священник                           |
| 1993      | тф | Вибрані виходи                     | Selected Exits                       | Гвин Томас                          |
| 1992      | тф | Бути найкращим                     | To Be the Best                       | Джек Фігг                           |
| 1992      | ф  | Чаплін                             | Chaplin                              | Джордж Гайден                       |
| 1992      | ф  | Дракула                            | Dracula                              | Професор Абрагам Ван Гелсинг        |
| 1992      | ф  | Маєток Говардс Енд                 | Howards End                          | Генрі Дж. Вілкокс                   |
| 1992      | ф  | Експерт                            | Spotswood                            | Еррол Воллес                        |
| 1992      | ф  | Корпорація «Безсмертя»             | Freejack                             | Маккенделс                          |
| 1991      | тф | Великі надії                       | Great Expectations                   | Абель Мегвіч                        |
| 1991      | тф | Війна однієї людини                | One Man's War                        | Джоел                               |
| 1991      | ф  | Мовчання ягнят                     | The Silence of the Lambs             | Ганнібал Лектер                     |
| 1990      | ф  | Години відчаю                      | Desperate Hours                      | Тім Корнелл                         |
| 1989      | ф  | Хор несхвалення                    | A Chorus of Disapproval              | Dafydd Ap Llewellyn                 |
| 1989      | тф | В самому серці                     | Heartland                            | Джек                                |
| 1988      | тф | Через озеро                        | Across the Lake                      | Дональд Кемпбелл                    |
| 1988      | тф | Десята людина                      | The Tenth Man                        | Жан-Луї Чавел                       |
| 1988      | ф  | Світанок                           | The Dawning                          | Кассій / Ангус Баррі                |
| 1987      | ф  | Чарінг Крос Роуд, 84               | 84 Charing Cross Road                | Френк П. Доел                       |
| 1987      | с  | Другий екран                       | Screen Two                           | Гай Берджесс                        |
| 1985      | тф | Нечиста совість                    | Guilty Conscience                    | Артур Джемісон                      |
| 1985      | тф | Муссоліні і я                      | Mussolini and I                      | Граф Галеаццо Чіано                 |
| 1985      | тф | Голлівудські дружини               | Hollywood Wives                      | Нейл Грей                           |
| 1985      | тф | Тріумфальна арка                   | Arch of Triumph                      | Ревік                               |
| 1985      | ф  | Хороший батько                     | The Good Father                      | Білл Гупер                          |
| 1984      | ф  | Баунті                             | The Bounty                           | Вільям Блай                         |
| 1984      | с  | Шість століть у віршах             | Six Centuries of Verse               |                                     |
| 1984      | с  | Чужі і брати                       | Strangers and Brothers               | Роджер Квайф                        |
| 1983      | с  | Одружений чоловік                  | A Married Man                        | Джон Стрікленд                      |
| 1982      | тф | Горбань із Нотр-Дама               | The Hunchback of Notre Dame          | Квазімодо                           |
| 1981      | тф | Отелло                             | Othello                              | Отелло                              |
| 1981      | тф | Петро і Павло                      | Peter and Paul                       | Павло з Тарсу                       |
| 1981      | тф | Бункер                             | The Bunker                           | Адольф Гітлер                       |
| 1980      | ф  | Зміна сезонів                      | A Change of Seasons                  | Адам Еванс                          |
| 1980      | ф  | Людина-слон                        | The Elephant Man                     | Фредерік Тревс                      |
| 1979      | тф | Мейфлавер: Пригоди пілігримів      | Mayflower: The Pilgrims' Adventure   | капітан Джонс                       |
| 1978      | ф  | Магія                              | Magic                                | Коркі Вітерс                        |
| 1978      | ф  | Міжнародний приз «Вельвет»         | International Velvet                 | капітан Джонсон                     |
| 1977      | ф  | Міст надто далеко                  | A Bridge Too Far                     | підполковник Фрост                  |
| 1977      | ф  | Чужа дочка                         | Audrey Rose                          | Елліот Гувер                        |
| 1976      | тф | Перемога в Ентеббе                 | Victory at Entebbe                   | прем'єр-міністр Ізраїлю Іцхак Рабин |
| 1976      | тф | Справа про викрадення Ліндберга    | The Lindbergh Kidnapping Case        | Бруно Річард Гауптман               |
| 1976      | тф | Похмура перемога                   | Dark Victory                         | доктор Майкл Грант                  |
| 1975      | тф | Всі створіння, великі і малі       | All Creatures Great and Small        | Зігфрід                             |
| 1974      | ф  | Джаггернаут                        | Juggernaut                           | Джон Маклеод                        |
| 1974      | ф  | Дівчина з Петрівки                 | The Girl from Petrovka               | Костя                               |
| 1974      | с  | Дитинство                          | Childhood                            | Дендо                               |
| 1974      | с  | Омнібус                            | Omnibus                              | Марек                               |
| 1974      | с  | Королівська лава VII               | QB VII                               | Адам Келно                          |
| 1973      | с  | Синяки                             | Black and Blue                       | Гай                                 |
| 1973      | с  | Едвардіанці                        | The Edwardians                       | Девід Ллойд Джордж                  |
| 1973      | ф  | Ляльковий дім                      | A Doll's House                       | Торвальд Гельмер                    |
| 1972      | ф  | Молодий Вінстон                    | Young Winston                        | Девід Ллойд Джордж                  |
| 1972      | тф | Гра поета                          | Poet Game                            | Г'ю Сандерс                         |
| 1972—1973 | с  | Війна і мир                        | War & Peace                          | П'єр Безухов                        |
| 1972      | с  | Людина поза межами                 | The Man Outside                      | Альберт Воттс                       |
| 1971      | с  | Великі вистави                     | Great Performances                   | Тео Гандж                           |
| 1971      | с  | Десять заповідей                   | The Ten Commandments                 | Стів                                |
| 1971      | ф  | Коли проб'є вісім склянок          | When Eight Bells Toll                | Філіп Калверт                       |
| 1970—1982 | с  | ВВС: П'єса місяця                  | BBC Play of the Month                | декілька ролей                      |
| 1970—1974 | с  | П'єса дня                          | Play for Today                       | Олександр Ташков / Боб              |
| 1970      | с  | Біографія                          | Biography                            | Дантон                              |
| 1970      | с  | Департамент С                      | Department S                         | Грег Голлідей                       |
| 1970      | тф | Великий неповторний містер Дікенс  | The Great Inimitable Mr. Dickens     | Чарлз Дікенс                        |
| 1969      | ф  | Гамлет                             | Hamlet                               | Клавдій                             |
| 1969      | ф  | Дзеркальна війна                   | The Looking Glass War                | Джон Ейвері                         |
| 1968      | с  | Компанія п'ятьох                   | The Company of Five                  | Річард Мейсон                       |
| 1968      | ф  | Лев узимку                         | The Lion in Winter                   | Річард I Левове Серце               |
| 1967      | ф  | Білий автобус                      | The White Bus                        | Бречтейн                            |
| 1967      | тф | Блоха в її вусі                    | A Flea in Her Ear                    | Етьєн Плучекс                       |
| 1965      | с  | Людина в номері 17                 | The Man in Room 17                   | Доктор Гардинг                      |

## Нагороди та номінації
| Нагорода                                | Рік  | Категорія                                                       | Робота                            | Результат |
| --------------------------------------- | ---- | --------------------------------------------------------------- | --------------------------------- | --------- |
| Оскар                                   | 1992 | Найкраща чоловіча роль                                          | Мовчання ягнят                    | Перемога  |
| Оскар                                   | 1994 | Найкраща чоловіча роль                                          | Наприкінці дня                    | Номінація |
| Оскар                                   | 1996 | Найкраща чоловіча роль                                          | Ніксон                            | Номінація |
| Оскар                                   | 1998 | Найкраща чоловіча роль другого плану                            | Амістад                           | Номінація |
| Оскар                                   | 2020 | Найкраща чоловіча роль другого плану                            | Два Папи                          | Номінація |
| Оскар                                   | 2021 | Найкраща чоловіча роль                                          | Батько                            | Перемога  |
| BAFTA Film Awards                       | 1969 | Найкраща чоловіча роль другого плану                            | Лев узимку                        | Номінація |
| BAFTA Film Awards                       | 1979 | Найкраща чоловіча роль                                          | Магія                             | Номінація |
| BAFTA Film Awards                       | 1992 | Найкраща чоловіча роль                                          | Мовчання ягнят                    | Перемога  |
| BAFTA Film Awards                       | 1994 | Найкраща чоловіча роль                                          | Наприкінці дня                    | Перемога  |
| BAFTA Film Awards                       | 1994 | Найкраща чоловіча роль                                          | Країна тіней                      | Номінація |
| BAFTA Film Awards                       | 2008 | Премія товариства                                               | Н/Д                               | Перемога  |
| BAFTA Film Awards                       | 2020 | Найкраща чоловіча роль другого плану                            | Два Папи                          | Номінація |
| BAFTA Film Awards                       | 2021 | Найкраща чоловіча роль                                          | Батько                            | Перемога  |
| BAFTA TV Awards                         | 1971 | Найкраща чоловіча роль                                          | П'єса дня                         | Номінація |
| BAFTA TV Awards                         | 1971 | Найкраща чоловіча роль                                          | Великий неповторний містер Дікенс | Номінація |
| BAFTA TV Awards                         | 1971 | Найкраща чоловіча роль                                          | BBC: П'єса місяця                 | Номінація |
| BAFTA TV Awards                         | 1973 | Найкраща чоловіча роль                                          | Війна і мир                       | Перемога  |
| Золотий глобус                          | 1979 | Найкраща чоловіча роль — драма                                  | Магія                             | Номінація |
| Золотий глобус                          | 1989 | Найкраща чоловіча роль мінісеріалу або телефільму               | Десята людина                     | Номінація |
| Золотий глобус                          | 1992 | Найкраща чоловіча роль — драма                                  | Мовчання ягнят                    | Номінація |
| Золотий глобус                          | 1994 | Найкраща чоловіча роль — драма                                  | Наприкінці дня                    | Номінація |
| Золотий глобус                          | 1998 | Найкраща чоловіча роль другого плану                            | Амістад                           | Номінація |
| Золотий глобус                          | 2006 | Премія імені Сесіля Б. Де Мілля                                 | Н/Д                               | Перемога  |
| Золотий глобус                          | 2020 | Найкраща чоловіча роль другого плану                            | Два Папи                          | Номінація |
| Золотий глобус                          | 2021 | Найкраща чоловіча роль — драма                                  | Батько                            | Номінація |
| Еммі                                    | 1976 | Найкраща чоловіча роль мінісеріалу або телефільму               | Справа про викрадення Ліндберга   | Перемога  |
| Еммі                                    | 1981 | Найкраща чоловіча роль мінісеріалу або телефільму               | Бункер                            | Перемога  |
| Еммі                                    | 1982 | Найкраща чоловіча роль мінісеріалу або телефільму               | Горбань із Нотр-Дама              | Номінація |
| Еммі                                    | 1990 | Найкраща чоловіча роль другого плану мінісеріалу або телефільму | Великі надії                      | Номінація |
| Еммі                                    | 2017 | Найкраща чоловіча роль драматичного телесеріалу                 | Край «Дикий Захід»                | Номінація |
| Еммі                                    | 2021 | Найкращий оповідач                                              | Мітичний квест                    | Номінація |
| Премія Гільдії кіноакторів США          | 1996 | Найкраща чоловіча роль                                          | Ніксон                            | Номінація |
| Премія Гільдії кіноакторів США          | 1996 | Найкращий акторський склад в ігровому кіно                      | Ніксон                            | Номінація |
| Премія Гільдії кіноакторів США          | 1998 | Найкраща чоловіча роль другого плану                            | Амістад                           | Номінація |
| Премія Гільдії кіноакторів США          | 2007 | Найкращий акторський склад в ігровому кіно                      | Боббі                             | Номінація |
| Премія Гільдії кіноакторів США          | 2017 | Найкращий акторський склад у драматичному серіалі               | Край «Дикий Захід»                | Номінація |
| Премія Гільдії кіноакторів США          | 2019 | Найкраща чоловіча роль мінісеріалу або телефільму               | Король Лір                        | Номінація |
| Премія Гільдії кіноакторів США          | 2021 | Найкраща чоловіча роль                                          | Батько                            | Номінація |
| Супутник                                | 2017 | Найкраща чоловіча роль мінісеріалі або телефільму               | Костюмер                          | Номінація |
| Супутник                                | 2020 | Найкраща чоловіча роль другого плану                            | Два Папи                          | Номінація |
| Супутник                                | 2021 | Найкраща чоловіча роль — драма                                  | Батько                            | Номінація |
| Кінопремія «Вибір критиків»             | 2005 | Найкращий актор другого плану                                   | Амістад                           | Перемога  |
| Кінопремія «Вибір критиків»             | 2007 | Найкращий акторський склад                                      | Боббі                             | Номінація |
| Кінопремія «Вибір критиків»             | 2020 | Найкращий актор другого плану                                   | Два Папи                          | Номінація |
| Кінопремія «Вибір критиків»             | 2021 | Найкращий актор                                                 | Батько                            | Номінація |
| Європейський кіноприз                   | 2021 | Найкращий актор                                                 | Батько                            | Перемога  |
| AACTA International Awards              | 2021 | Найкраща чоловіча роль                                          | Батько                            | Номінація |
| Премія Лондонського гуртка кінокритиків | 1992 | Актор року                                                      | Мовчання ягнят                    | Номінація |
| Премія Лондонського гуртка кінокритиків | 1994 | Актор року                                                      | Наприкінці дня                    | Перемога  |
| Премія Лондонського гуртка кінокритиків | 2001 | Британський актор року                                          | Тіт — правитель Риму              | Номінація |
| Премія Лондонського гуртка кінокритиків | 2020 | Британський актор року                                          | Батько                            | Номінація |
| Премія Лондонського гуртка кінокритиків | 2020 | Актор року                                                      | Батько                            | Номінація |
| Національна рада кінокритиків США       | 1992 | Найкращий актор другого плану                                   | Мовчання ягнят                    | Перемога  |
| Національна рада кінокритиків США       | 1993 | Найкращий актор                                                 | Країна тіней                      | Перемога  |
| Національна рада кінокритиків США       | 1993 | Найкращий актор                                                 | Наприкінці дня                    | Перемога  |
| Сатурн                                  | 1992 | Найкращий кіноактор                                             | Мовчання ягнят                    | Перемога  |
| Сатурн                                  | 1993 | Найкращий кіноактор другого плану                               | Дракула                           | Номінація |
| Сатурн                                  | 1999 | Найкращий кіноактор                                             | Знайомтеся — Джо Блек             | Номінація |
| Сатурн                                  | 2002 | Найкращий кіноактор                                             | Ганнібал                          | Номінація |
| Сатурн                                  | 2017 | Найкраща гостьова роль у серіалі                                | Край «Дикий Захід»                | Номінація |